# Cité de Bradford

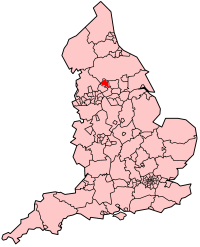
Localisation de la Cité de Bradford en Angleterre

La Cité de Bradford  (en anglais : City of Bradford) est un district du Yorkshire de l'Ouest qui a le statut de cité et de district métropolitain. Il porte le nom de sa principale ville, Bradford, et couvre un territoire comprenant les villes de Keighley, Shipley, Bingley, Ilkley, Haworth, Silsden et Denholme. Le district a une population de 501 700 habitants, ce qui en fait le quatrième district métropolitain et le sixième district le plus peuplé d'Angleterre. Il fait partie de l'aire urbaine du Yorkshire de l'Ouest (en), une conurbation qui comptait 1,5 million d'habitants en 2001.

## Source
- (en) Cet article est partiellement ou en totalité issu de l’article de Wikipédia en anglais intitulé « City of Bradford » (voir la liste des auteurs).